# Mariana Popova
Mariana Popova (del búlgaro: Мариана Попова, nacida el 6 de junio de 1978) es una cantante búlgara, mayormente conocida por su participación en el Festival de la Canción de Eurovisión 2006.

## Biografía
Popova nació en Sofía, Bulgaria y ha sido estudiante de música desde que tiene 11 años, aunque también estudió ballet moderno y jazz. Desde 1996 hasta 2000, ella formó parte del grupo Cocomania. En 2005, ganó el primer lugar en el Festival "Burgas and the Sea" con la canción "Dream About Me", la cual interpretó a dúo con Dani Milev.

## Eurovisión 2006
En 2006, Mariana triunfó en el selección nacional de su país para competir en el Festival de Eurovisión celebrado en la ciudad de Atenas, Grecia, con la canción "Let me Cry". La canción alcanzó el 17° lugar con 36 puntos, quedando fuera de la final.

## Discografía
Álbumes de estudio
- New Religion (2008)
- Предай нататък (2011)

| Predecesor: "Lorraine" Kaffe | Bulgaria en el Festival de Eurovisión 2006 | Sucesor: "Water" Elitsa Todorova & Stoyan Yankoulov |